# Vivir Intentando
Vivir Intentando è il terzo album in studio del gruppo pop argentino Bandana, pubblicato nel 2003, del quale sono state vendute più di 1 milione di copie.
L'album è uscito in corrispondenza con il film Vivir Intentando, di cui sono protagoniste le cinque componenti del gruppo. Sarà l'ultimo album in studio del gruppo.
L'edizione originale pubblicata in Argentina ha il compact disc colorato di rosso, giallo, arancione e verde, mentre l'edizione pubblicata in Spagna ha il compact disc interamente arancione. L'edizione argentina ha dodici tracce, mentre l'edizione spagnola contiene "Muero de amor por ti" come traccia bonus.

## Tracce
1. "Sigo dando vueltas" (Fernando López Rossi, Pablo Durand, Afo Verde) – 3:12
2. "Que pasa con vos?" (Fernando López Rossi, Pablo Durand, Afo Verde) – 3:42
3. "Hasta el día de hoy" (Fernando López Rossi, Pablo Durand, Afo Verde) – 3:49
4. "Y así Fue" (Afo Verde, Pablo Durand, Fernando López Rossi) – 4:11
5. "Dame una razón" (Pablo Durand, Afo Verde, Fernando López Rossi) – 3:21
6. "Con eso tengo seguro tu amor" (Fernando López Rossi, Pablo Durand, Afo Verde) – 4:01
7. "No me importa esperar" (Fernando López Rossi, Pablo Durand, Afo Verde) – 2:49
8. "Andando las calles del sol" (Fernando López Rossi, Pablo Durand, Afo Verde) – 3:48
9. "Me voy a caminar" " (Fernando López Rossi, Pablo Durand, Afo Verde, Lourdes Fernández) – 3:06
10. "Hay Dias" (Fernando López Rossi, Pablo Durand, Afo Verde) – 2.59
11. "A Bailar" (Lourdes Fernández, Valeria Gastaldi) - 3:01
12. "Canto con vos" (Pablo Durand, Afo Verde, Fernando López Rossi) - 4:26
13. "Muero de amor por ti" - 3:06 (Traccia bonus edizione spagnola)